# Leichtathletik-Ozeanienmeisterschaften 2024
Die 19. Leichtathletik-Ozeanienmeisterschaften fanden vom 1. bis 7. Juni 2024 in Suva in Fidschi statt. Es war damit nach 1990 und 2017 bereits das dritte Mal, das die fidschianische Hauptstadt die Meisterschaften austrug.

## Ergebnisse Männer

### 100 m
| Platz | Athlet            | Land | Zeit (s) |
| ----- | ----------------- | ---- | -------- |
| 1     | Joshua Azzopardi  | AUS  | 10,33    |
| 2     | Sebastian Sultana | AUS  | 10,35    |
| 3     | Rohan Browning    | AUS  | 10,40    |
| 4     | Tiaan Whelpton    | NZL  | 10,42    |
| 5     | Pais Wisil        | PNG  | 10,81    |
| 6     | Emmanuel Anis     | PNG  | 10,84    |
| 7     | Hayato Yoneto     | NZL  | 10,86    |
| 8     | Waisake Tewa      | FIJ  | 10,95    |

Finale: 5. Juni 2024, 17:45 Uhr (FJT)
Wind: −0,9 m/s

### 200 m
| Platz | Athlet         | Land | Zeit (s) |
| ----- | -------------- | ---- | -------- |
| 1     | Calab Law      | AUS  | 20,74    |
| 2     | Aidan Murphy   | AUS  | 21,11    |
| 3     | Tovetina Tuna  | PNG  | 21,63    |
| 4     | Rylan Noome    | NZL  | 21,75    |
| 5     | Johnny Key     | SAM  | 21,90    |
| 6     | Waisake Tewa   | FIJ  | 22,03    |
| 7     | Jonacani Koroi | FIJ  | 22,68    |
| 8     | Alphonse Igish | PNG  | 22,78    |

Finale: 7. Juni 2024, 15:25 Uhr (FJT)
Wind: −3,9 m/s

### 400 m
| Platz | Athlet            | Land | Zeit (s) |
| ----- | ----------------- | ---- | -------- |
| 1     | Luke Van Ratingen | AUS  | 45,84    |
| 2     | Cooper Sherman    | AUS  | 45,97    |
| 3     | Alexander Beck    | AUS  | 46,41    |
| 4     | Lex Revell-Lewis  | NZL  | 47,13    |
| 5     | John Gerber       | NZL  | 47,73    |
| 6     | Benjamin Aliel    | PNG  | 48,19    |
| 7     | Daniel Baul       | PNG  | 48,26    |
| 8     | Jonacani Koroi    | FIJ  | 51,46    |

Finale: 6. Juni 2024, 17:47 Uhr (FJT)

### 800 m
| Platz | Athlet          | Land | Zeit (min) |
| ----- | --------------- | ---- | ---------- |
| 1     | Peyton Craig    | AUS  | 1:46,33    |
| 2     | Luke Boyes      | AUS  | 1:46,39    |
| 3     | Jack Lunn       | AUS  | 1:49,31    |
| 4     | Alex Martin     | NZL  | 1:52,36    |
| 5     | Callum Murray   | NZL  | 1:53,87    |
| 6     | Lot Samare      | PNG  | 1:53,92    |
| 7     | Stephen Rahuasi | SOL  | 1:54,94    |
| 8     | Adolf Kauba     | PNG  | 2:00,80    |

Finale: 7. Juni 2024, 17:10 Uhr (FJT)

### 1500 m
| Platz | Athlet          | Land | Zeit (min) |
| ----- | --------------- | ---- | ---------- |
| 1     | Russell Green   | NZL  | 3:58,02    |
| 2     | Jamie Mora      | NZL  | 3:58,20    |
| 3     | David Lee       | NZL  | 3:58,31    |
| 4     | Yeshnil Karan   | FIJ  | 3:58,65    |
| aW    | Caleb Bettison  | AUS  | 4:02,13    |
| 5     | Hugh Kent       | GUM  | 4:02,92    |
| 6     | Aquila Turalom  | PNG  | 4:03,36    |
| 7     | Stephen Rahuasi | SOL  | 4:07,77    |
| 8     | Israel Takap    | PNG  | 4:18,52    |

Finale: 4. Juni 2024, 17:10 Uhr (FJT)

### 5000 m
| Platz | Athlet          | Land | Zeit (min) |
| ----- | --------------- | ---- | ---------- |
| 1     | David McNeill   | AUS  | 14:02,23   |
| 2     | Haftu Strintzos | AUS  | 14:08,03   |
| 3     | Matthew Taylor  | NZL  | 14:15,06   |
| 4     | William Little  | NZL  | 14:26,74   |
| 5     | Eric Speakman   | NZL  | 14:29,37   |
| 6     | Yeshnil Karan   | FIJ  | 14:56,07   |
| 7     | Hugh Kent       | GUM  | 15:33,89   |
| 8     | Siune Kagl      | PNG  | 15:40,50   |

Finale: 5. Juni 2024, 16:30 Uhr (FJT)

### 10.000 m
| Platz | Athlet          | Land | Zeit (min) |
| ----- | --------------- | ---- | ---------- |
| 1     | Haftu Strintzos | AUS  | 29:17,97   |
| 2     | Andre Waring    | AUS  | 29:55,31   |
| 3     | Joshua Phillips | AUS  | 30:06,56   |
| 4     | Eric Speakman   | NZL  | 31:21,15   |
| 5     | Siune Kagl      | PNG  | 33:03,88   |
| 6     | Dilu Goiye Bob  | PNG  | 33:10,63   |
| 7     | Leony Pusua     | SOL  | 35:00,52   |
| 8     | Martin Faeni    | SOL  | 35:04,49   |

Finale: 3. Juni 2024, 17:00 Uhr (FJT)

### 110 m Hürden
| Platz | Athlet                     | Land | Zeit (s) |
| ----- | -------------------------- | ---- | -------- |
| 1     | Tayleb Willis              | AUS  | 13,56    |
| 2     | Chris Douglas              | AUS  | 13,69    |
| 3     | Jacob McCorry              | AUS  | 13,91    |
| aW    | Harry Shelton              | AUS  | 15,75    |
| 4     | Livingstonerick Savaiinaea | SAM  | 15,80    |
| 5     | Maika Fred Pedro           | SAM  | 16,20    |
|       | Joshua Hawkins             | NZL  | DSQ      |

Finale: 7. Juni 2024, 15:45 Uhr (FJT)
Wind: −0,4 m/s

### 400 m Hürden
| Platz | Athlet               | Land | Zeit (s) |
| ----- | -------------------- | ---- | -------- |
| 1     | Angus Proudfoot      | AUS  | 50,64    |
| 2     | Conor Fry            | AUS  | 51,01    |
| 3     | Thomas Hunt          | AUS  | 51,47    |
| 4     | Daniel Baul          | PNG  | 52,43    |
| 5     | Jonathan Maples      | NZL  | 52,71    |
| 6     | William Camilus Peka | PNG  | 52,88    |
| 7     | James Hansen         | NZL  | 54,28    |
| 8     | Cameron Moffitt      | NZL  | 56,50    |

Finale: 5. Juni 2024, 13:30 Uhr (FJT)

### 3000 m Hindernis
| Platz | Athlet         | Land | Zeit (min) |
| ----- | -------------- | ---- | ---------- |
| 1     | Matthew Clarke | AUS  | 8:31,00    |
| 2     | Ben Buckingham | AUS  | 8:44,11    |
| 3     | Edward Trippas | AUS  | 8:53,46    |
| 4     | Aquila Turalom | PNG  | 9:33,62    |
| 5     | Israel Takap   | PNG  | 9:59,27    |

Finale: 6. Juni 2024, 16:00 Uhr (FJT)

### 4 × 100 m Staffel
| Platz | Land | Athleten                                                                     | Zeit (s) |
| ----- | ---- | ---------------------------------------------------------------------------- | -------- |
| 1     | PNG  | Alphonse Igish Emmanuel Anis Tovetina Tuna Pais Wisil                        | 41,31    |
| 2     | FIJ  | Waisele Inoke Waisake Tewa Samuela Railoa Jonacani Koroi                     | 42,03    |
| 3     | SAM  | Maika Fred Pedro Johnny Key Livingstonerick Savaiinaea Falatunatuna Solomona | 42,97    |
| aW    | AUS  | Harry Shelton Damon-Leigh Striegher Ngakau Ufton Damon Brown                 | 43,61    |
| 4     | COK  | Hiwi Wuatai Max Teuruaa Piritau Nga Daniel Tolosa                            | 46,13    |
|       | NZL  | Hayato Yoneto Tiaan Whelpton Rylan Noome Lex Revell-Lewis                    | DNF      |

Finale: 7. Juni 2024, 17:28 Uhr (FJT)

### 4 × 400 m Staffel
| Platz | Land | Athleten                                                          | Zeit (min) |
| ----- | ---- | ----------------------------------------------------------------- | ---------- |
| 1     | FIJ  | Samuela Railoa Waisake Tewa Ilisavani Radovu Jonacani Koroi       | 3:19,74    |
| 2     | VAN  | Rizon Leo Rara Obediah Timbaci Macaulay John Saunders Toho Josuah | 3:29,83    |
| aW    | AUS  | Oliver Morgan Harry Shelton Ngakau Ufton Damon-Leigh Striegher    | 3:40,63    |

Finale: 4. Juni 2024, 17:50 Uhr (FJT)

### 5000 m Gehen
| Platz | Athlet       | Land | Zeit (min) |
| ----- | ------------ | ---- | ---------- |
| 1     | Lucas Martin | NZL  | 25:13,83   |
| aW    | Alex Bradley | AUS  | 26:23,35   |

Finale: 7. Juni 2024, 9:00 Uhr (FJT)

### 10.000 m Gehen
| Platz | Athlet           | Land | Zeit (min) |
| ----- | ---------------- | ---- | ---------- |
| 1     | Jack McGinniskin | AUS  | 47:38,10   |
| 2     | Lucas Martin     | NZL  | 52:08,14   |
| aW    | Alex Bradley     | AUS  | 55:34,96   |

Finale: 2. Juni 2024, 8:00 Uhr (FJT)

### Hochsprung
| Platz | Athlet           | Land | Höhe (m) |
| ----- | ---------------- | ---- | -------- |
| 1     | Yual Reath       | AUS  | 2,28     |
| 2     | Roman Anastasios | AUS  | 2,25     |
| 3     | Joel Baden       | AUS  | 2,25     |
| 4     | Rafe Coiuillault | NZL  | 2,05     |
| 5     | Ben Walker       | NZL  | 2,00     |
| 6     | Lorima Tabaiwalu | FIJ  | 1,95     |
| 7     | Malakai Kaiwalu  | FIJ  | 1,90     |
| 8     | Karo Iga         | PNG  | 1,85     |

Finale: 5. Juni 2024, 16:00 Uhr (FJT)

### Stabhochsprung
| Platz | Athlet               | Land | Höhe (m) |
| ----- | -------------------- | ---- | -------- |
| 1     | Dalton Di Medio      | AUS  | 5,25     |
| 2     | Aiden Princena-White | AUS  | 5,25     |
| aW    | Alexander Arbuthnot  | AUS  | 5,05     |
| 3     | Triston Vincent      | AUS  | 4,85     |
| 4     | Max Teuruaa          | COK  | 3,60     |

Finale: 4. Juni 2024, 15:00 Uhr (FJT)

### Weitsprung
| Platz | Athlet        | Land | Weite (m) |
| ----- | ------------- | ---- | --------- |
| 1     | Liam Adcock   | AUS  | 8,05      |
| 2     | Henry Frayne  | AUS  | 7,82      |
| 3     | Lewis Arthur  | NZL  | 7,29      |
| 4     | Karo Iga      | PNG  | 6,86      |
| 5     | Sami Latu     | TGA  | 6,66      |
| 6     | Waisele Inoke | FIJ  | 6,55      |
| 7     | Piritau Nga   | COK  | 6,15      |
|       | Darcy Roper   | AUS  | NM        |

Finale: 6. Juni 2024, 16:30 Uhr (FJT)

### Dreisprung
| Platz | Athlet         | Land | Weite (m) |
| ----- | -------------- | ---- | --------- |
| 1     | Aiden Hinson   | AUS  | 16,32     |
| 2     | Welrè Olivier  | NZL  | 16,17     |
| 3     | Connor Murphy  | AUS  | 16,08     |
| 4     | Shemaiah James | AUS  | 13,82     |
| 5     | Waisele Inoke  | FIJ  | NM        |

Finale: 7. Juni 2024, 15:15 Uhr (FJT)

### Kugelstoßen
| Platz | Athlet             | Land | Weite (m) |
| ----- | ------------------ | ---- | --------- |
| 1     | Nick Palmer        | NZL  | 19,98     |
| 2     | Aiden Harvey       | AUS  | 18,29     |
| 3     | Liam Ngchok-Wulf   | NZL  | 16,81     |
| aW    | Lee Martin         | AUS  | 13,78     |
| 4     | Elijah Poila       | COK  | 13,43     |
| 5     | Ratu Mua Cavuilati | FIJ  | 13,09     |
| 6     | Kaota Ribabaiti    | KIR  | 11,54     |

Finale: 7. Juni 2024, 16:45 Uhr (FJT)

### Diskuswurf
| Platz | Athlet                     | Land | Weite (m) |
| ----- | -------------------------- | ---- | --------- |
| 1     | Darcy Miller               | AUS  | 52,27     |
| 2     | Elijah Poila               | COK  | 44,47     |
| 3     | Jonathan-Daiwea Detageouwa | NRU  | 42,90     |
| aW    | Maximilian Perry           | AUS  | 42,68     |
| 4     | Kaota Ribabaiti            | KIR  | 35,59     |
| 5     | Kido Dabana                | NRU  | 30,75     |

Finale: 5. Juni 2024, 16:30 Uhr (FJT)

### Hammerwurf
| Platz | Athlet         | Land | Weite (m) |
| ----- | -------------- | ---- | --------- |
| 1     | Anthony Nobilo | NZL  | 65,18     |
| 2     | Timothy Heyes  | AUS  | 64,32     |
| 3     | Ben Roberts    | AUS  | 62,69     |
| aW    | Damian Wells   | AUS  | 59,75     |

Finale: 4. Juni 2024, 9:00 Uhr (FJT)

### Speerwurf
| Platz | Athlet           | Land | Weite (m) |
| ----- | ---------------- | ---- | --------- |
| 1     | Nash Lowis       | AUS  | 79,67     |
| 2     | Cameron McEntyre | AUS  | 76,52     |
| 3     | Cruz Hogan       | AUS  | 70,90     |
| 4     | Lakona Gerega    | PNG  | 66,73     |
| 5     | Donny Tuimaseve  | SAM  | 65,76     |
| 6     | Jone Vosabalavu  | FIJ  | 62,38     |
| 7     | Kaleb Sola       | SAM  | 59,23     |
| 8     | Jone Seru        | FIJ  | 58,86     |

Finale: 6. Juni 2024, 14:45 Uhr (FJT)

### Zehnkampf
| Platz | Athlet            | Land | Punkte |
| ----- | ----------------- | ---- | ------ |
| 1     | Ashley Moloney    | AUS  | 8182   |
| 2     | Daniel Golubovic  | AUS  | 8002   |
| 3     | Angus Lyver       | NZL  | 6922   |
| 4     | Cameron Moffitt   | NZL  | 6351   |
| 5     | Waisele Inoke     | FIJ  | 5979   |
| 6     | Max Teuruaa       | COK  | 5766   |
| 7     | Maleselo Fukofuka | TGA  | 3776   |
|       | Cedric Dubler     | AUS  | DNF    |

Datum: 2./3. Juni 2024

## Ergebnisse Frauen

### 100 m
| Platz | Athletin          | Land | Zeit (s) |
| ----- | ----------------- | ---- | -------- |
| 1     | Ella Connolly     | AUS  | 11,41    |
| 2     | Ebony Lane        | AUS  | 11,53    |
| 3     | Leonie Beu        | PNG  | 11,85    |
| 4     | Brooke Somerfield | NZL  | 11,86    |
| 5     | Marielle Venida   | NZL  | 11,89    |
| 6     | Adrine Monagi     | PNG  | 12,01    |
| aW    | Aviva Damjanovic  | AUS  | 12,26    |
| 7     | Naa Anang         | AUS  | 13,24    |

Finale: 5. Juni 2024, 17:35 Uhr (FJT)
Wind: +0,1 m/s

### 200 m
| Platz | Athletin          | Land | Zeit (s) |
| ----- | ----------------- | ---- | -------- |
| 1     | Torrie Lewis      | AUS  | 23,14    |
| 2     | Mia Gross         | AUS  | 23,51    |
| 3     | Riley Day         | AUS  | 23,63    |
| 4     | Georgia Hulls     | NZL  | 23,652   |
| 5     | Leonie Beu        | PNG  | 23,653   |
| 6     | Brooke Somerfield | NZL  | 24,08    |
| 7     | Isila Apkup       | PNG  | 24,66    |
| aW    | Aviva Damjanovic  | AUS  | 25,43    |

Finale: 7. Juni 2024, 15:30 Uhr (FJT)
Wind: −1,7 m/s

### 400 m
| Platz | Athletin             | Land | Zeit (s) |
| ----- | -------------------- | ---- | -------- |
| 1     | Ellie Beer           | AUS  | 51,91    |
| 2     | Mikeala Selaidinakos | AUS  | 53,11    |
| 3     | Amelia Rowe          | AUS  | 55,18    |
| 4     | Amelie Fairclough    | NZL  | 55,87    |
| 5     | Maria Sartin         | NZL  | 56,85    |
| 6     | Camryn Smart         | NZL  | 56,95    |
| 7     | Melania Turaga       | FIJ  | 58,66    |
| 8     | Patricia Kuku        | PNG  | 60,14    |

Finale: 6. Juni 2024, 17:54 Uhr (FJT)

### 800 m
| Platz | Athletin            | Land | Zeit (min) |
| ----- | ------------------- | ---- | ---------- |
| 1     | Alison Andrews-Paul | NZL  | 2:03,94    |
| 2     | Carley Thomas       | AUS  | 2:04,91    |
| 3     | Stella Pearless     | NZL  | 2:06,96    |
| 4     | Boh Ritchie         | NZL  | 2:08,62    |
| 5     | Scholastica Herman  | PNG  | 2:14,58    |
| aW    | Briana Sherry       | AUS  | 2:17,54    |
| 6     | Monica Kalua        | PNG  | 2:28,35    |
| 7     | Adi Ama Masau       | FIJ  | 2:33,53    |
| 8     | Suaire Goiye        | PNG  | 2:41,95    |

Finale: 7. Juni 2024, 17:05 Uhr (FJT)

### 1500 m
| Platz | Athletin           | Land | Zeit (min) |
| ----- | ------------------ | ---- | ---------- |
| 1     | Laura Nagel        | NZL  | 4:22,10    |
| 2     | Rebekah Aitkenhead | NZL  | 4:24,40    |
| 3     | Boh Ritchie        | NZL  | 4:25,69    |
| 4     | Scholastica Herman | PNG  | 4:46,94    |
| 5     | Nathania Tan       | NMI  | 5:04,28    |
| 6     | Ray Kumala Heru    | PNG  | 5:11,71    |
| 7     | Monica Kalua       | PNG  | 5:14,99    |
| 8     | Adi Ama Masau      | FIJ  | 5:18,08    |

Finale: 4. Juni 2024, 17:00 Uhr (FJT)

### 5000 m
| Platz | Athletin       | Land | Zeit (min) |
| ----- | -------------- | ---- | ---------- |
| 1     | Jenny Blundell | AUS  | 15:26,29   |
| 2     | Holly Campbell | AUS  | 15:31,88   |
| 3     | Maudie Skyring | AUS  | 15:49,39   |
| 4     | Lisa Cross     | NZL  | 16:48,02   |
| 5     | Eva Pringle    | NZL  | 17:18,64   |
| 6     | Nathania Tan   | NMI  | 18:39,79   |
| 7     | Mary Tenge     | PNG  | 20:11,51   |
| 8     | Keira Paz      | GUM  | 20:18,51   |

Finale: 5. Juni 2024, 16:05 Uhr (FJT)

### 100 m Hürden
| Platz | Athletin         | Land | Zeit (s) |
| ----- | ---------------- | ---- | -------- |
| 1     | Liz Clay         | AUS  | 12,99    |
| 2     | Celeste Mucci    | AUS  | 13,07    |
| 3     | Danielle Shaw    | AUS  | 13,30    |
| 4     | Adrine Monagi    | PNG  | 13,47    |
| 5     | Holly Gray       | NZL  | 14,86    |
| aW    | Aviva Damjanovic | AUS  | DNF      |

Finale: 7. Juni 2024, 16:15 Uhr (FJT)
Wind: −1,7 m/s

### 400 m Hürden
| Platz | Athletin          | Land | Zeit (s) |
| ----- | ----------------- | ---- | -------- |
| 1     | Sarah Carli       | AUS  | 56,52    |
| 2     | Marli Wilkinson   | AUS  | 57,94    |
| 3     | Isabella Guthrie  | AUS  | 58,18    |
| 4     | Madeleine Waddell | NZL  | 60,15    |
| 5     | Maria Sartin      | NZL  | 60,37    |
| 6     | Edna Baofob       | PNG  | 66,23    |
| 7     | Raylyne Kanam     | PNG  | 66,76    |
| 8     | Harihi Naime      | PNG  | 72,16    |

Finale: 5. Juni 2024, 13:10 Uhr (FJT)

### 3000 m Hindernis
| Platz | Athletin        | Land | Zeit (min) |
| ----- | --------------- | ---- | ---------- |
| 1     | Amy Cashin      | AUS  | 9:41,54    |
| 2     | Cara Feain-Ryan | AUS  | 9:48,45    |
| 3     | Stella Radford  | AUS  | 10:05,51   |
| 4     | Eva Pringle     | NZL  | 10:20,97   |
| 5     | Amandine Matera | PYF  | 11:40,31   |
| 6     | Mary Tenge      | PNG  | 12:15,70   |
| 7     | Ray Kumala Heru | PNG  | 12:17,33   |

Finale: 6. Juni 2024, 15:25 Uhr (FJT)

### 4 × 100 m Staffel
| Platz | Land | Athletinnen                                                                     | Zeit (s) |
| ----- | ---- | ------------------------------------------------------------------------------- | -------- |
| 1     | NZL  | Amelie Fairclough Brooke Somerfield Georgia Hulls Marielle Venida               | 46,07    |
| 2     | FIJ  | Oca Dia Nasulunibawa Kesaia Boletakanakandavu Melania Turaga Sereima Rasovasova | 48,67    |
| 3     | PNG  | Joy Tieba Edna Baofob Janique Mili Denlyne Siliwen                              | 48,94    |
| 4     | VAN  | Lisbeth Kalopong Chloe David Lyza Malres Claudie David                          | 49,46    |
| aW    | AUS  | Unity Beitzel Rylee O’Shaughnessy Sophie Raciti Mia Devlin                      | 51,14    |

Finale: 7. Juni 2024, 17:45 Uhr (FJT)

### 4 × 400 m Staffel
| Platz | Land | Athletinnen                                            | Zeit (min) |
| ----- | ---- | ------------------------------------------------------ | ---------- |
| 1     | PNG  | Raylyne Kanam Patricia Kuku Joy Tieba Denlyne Siliwen  | 4:01,91    |
| aW    | AUS  | Unity Beitzel Briana Sherry Bridie Maher Amber Nyssen  | 4:12,09    |
| 2     | VAN  | Lisbeth Kalopong Claudie David Lyza Malres Chloe David | 4:16,99    |

Finale: 4. Juni 2024, 17:40 Uhr (FJT)

### 10.000 m Gehen
| Platz | Athletin               | Land | Zeit (min) |
| ----- | ---------------------- | ---- | ---------- |
| 1     | Tayla-Paige Billington | AUS  | 50:03,75   |
| 2     | Chelsea Roberts        | AUS  | 52:54,04   |
| 3     | Bridget Bell           | AUS  | 53:57,23   |

Finale: 2. Juni 2024, 8:00 Uhr (FJT)

### Hochsprung
| Platz | Athletin            | Land | Höhe (m) |
| ----- | ------------------- | ---- | -------- |
| 1     | Keeley O’Hagan      | NZL  | 1,86     |
| 2     | Imogen Skelton      | NZL  | 1,83     |
| 3     | Alexandra Harrison  | AUS  | 1,79     |
| 3     | Toby Stolberg       | AUS  | 1,79     |
| 5     | Naomi Waite         | NZL  | 1,79     |
| 6     | Laisani Hacere      | FIJ  | 1,60     |
| aW    | Rylee O’Shaughnessy | AUS  | 1,55     |
|       | Erin Shaw           | AUS  | NM       |

Finale: 6. Juni 2024, 16:45 Uhr (FJT)

### Stabhochsprung
| Platz | Athletin         | Land | Höhe (m) |
| ----- | ---------------- | ---- | -------- |
| 1     | Elyssia Kenshole | AUS  | 3,80     |
| 2     | Georgia Tayler   | AUS  | 3,80     |
| aW    | Jade Arbuthnot   | AUS  | 3,60     |
| aW    | Kasey McCahon    | AUS  | 3,20     |
| 3     | Julian Sosimo    | SOL  | 1,85     |

Finale: 4. Juni 2024, 12:00 Uhr (FJT)

### Weitsprung
| Platz | Athletin            | Land | Weite (m) |
| ----- | ------------------- | ---- | --------- |
| 1     | Samantha Dale       | AUS  | 6,47      |
| 2     | Elizabeth Hedding   | AUS  | 6,41      |
| 3     | Tomysha Clark       | AUS  | 6,36      |
| 4     | Phoebe Edwards      | NZL  | 6,16      |
| 5     | Hannah Sandilands   | NZL  | 6,07      |
| 6     | Charlotte Goldsmith | NZL  | 5,89      |
| aW    | Mia Devlin          | AUS  | 5,59      |
| 7     | Timeri Lamorelle    | PYF  | 5,46      |
| 8     | Rellie Kaputin      | PNG  | 5,39      |

Finale: 5. Juni 2024, 15:30 Uhr (FJT)

### Dreisprung
| Platz | Athletin       | Land | Weite (m) |
| ----- | -------------- | ---- | --------- |
| 1     | Desleigh Owusu | AUS  | 13,45     |
| 2     | Kayla Cuba     | AUS  | 13,10     |
| 3     | Tiana Boras    | AUS  | 12,89     |
| 4     | Hannah Collins | NZL  | 12,03     |
| aW    | Mia Devlin     | AUS  | 11,69     |
| 5     | Lyza Malres    | VAN  | 11,13     |

Finale: 7. Juni 2024, 16:30 Uhr (FJT)

### Kugelstoßen
| Platz | Athletin               | Land | Weite (m) |
| ----- | ---------------------- | ---- | --------- |
| 1     | ʻAta Maama Tu'utafaiva | TGA  | 16,24     |
| 2     | Emma Berg              | AUS  | 15,94     |
| 3     | Natalia Rankin-Chitar  | NZL  | 15,66     |
| 4     | Anika Gosling          | AUS  | 14,02     |
| aW    | Taylor Larsson         | AUS  | 13,42     |
| 5     | Sarah Thorpe           | AUS  | 13,37     |
| aW    | Anny Kely              | AUS  | 11,84     |
| 6     | Susana Latu            | TGA  | 11,38     |
| 7     | Mikayla Sola           | SAM  | 10,82     |
| aW    | Lilly Hewitt           | AUS  | 10,67     |
| 8     | Genie Gerardo          | GUM  | 10,34     |

Finale: 5. Juni 2024, 15:45 Uhr (FJT)

### Diskuswurf
| Platz | Athletin               | Land | Weite (m) |
| ----- | ---------------------- | ---- | --------- |
| 1     | Taryn Gollshewsky      | AUS  | 60,96     |
| 2     | Tatiana Kaumoana       | NZL  | 57,59     |
| 3     | Anika Gosling          | AUS  | 51,83     |
| 4     | Charlize Goody         | AUS  | 50,10     |
| 5     | Natalia Rankin-Chitar  | NZL  | 47,29     |
| aW    | Taylor Larsson         | AUS  | 45,22     |
| 6     | Iorana Taufafo Tafili  | SAM  | 41,26     |
| aW    | Sophie Raciti          | AUS  | 36,62     |
| 7     | ʻAta Maama Tu'utafaiva | TGA  | 36,12     |
| 8     | Reapi Vunidakua        | FIJ  | 31,64     |

Finale: 4. Juni 2024, 16:10 Uhr (FJT)

### Hammerwurf
| Platz | Athletin              | Land | Weite (m) |
| ----- | --------------------- | ---- | --------- |
| 1     | Lauren Bruce          | NZL  | 69,99     |
| 2     | Aliyah Canepa         | AUS  | 55,58     |
| 3     | Deborah Bulai         | FIJ  | 55,01     |
| 4     | Nadja Kumerich        | NZL  | 51,42     |
| 5     | Iorana Taufafo Tafili | SAM  | 47,58     |
| 6     | Mikayla Sola          | SAM  | 46,27     |
| aW    | Sophie Raciti         | AUS  | 45,66     |
| aW    | Emily Thomas          | AUS  | 44,31     |
| aW    | Lilly Hewitt          | AUS  | 40,02     |
| 7     | Taleyah Jones         | NFI  | 39,55     |

Finale: 6. Juni 2024, 9:00 Uhr (FJT)

### Speerwurf
| Platz | Athletin            | Land | Weite (m) |
| ----- | ------------------- | ---- | --------- |
| 1     | Mackenzie Little    | AUS  | 61,09     |
| 2     | Sharon Toako        | PNG  | 47,88     |
| aW    | Rylee O’Shaughnessy | AUS  | 40,16     |
| aW    | Anna Kely           | AUS  | 37,43     |
| 3     | Iowana Kavekai      | FIJ  | 35,15     |
| 4     | Julian Sosimo       | SOL  | 34,95     |
| 5     | Susana Latu         | TGA  | 33,87     |

Finale: 7. Juni 2024, 16:00 Uhr (FJT)

### Siebenkampf
| Platz | Athletin            | Land | Punkte |
| ----- | ------------------- | ---- | ------ |
| 1     | Camryn Newton-Smith | AUS  | 6070   |
| 2     | Tori West           | AUS  | 5951   |
| 3     | Emelia Surch        | AUS  | 5614   |
| 4     | Maddie Wilson       | NZL  | 5499   |
| 5     | Briana Stephenson   | NZL  | 5415   |
| aW    | Unity Beitzel       | AUS  | 4564   |
| 6     | Timeri Lamorelle    | PYF  | 4375   |
| aW    | Amber Nyssen        | AUS  | 3827   |
| 7     | Julian Sosimo       | SOL  | 2252   |

Datum: 1./2. Juni 2024

## Ergebnisse Mixed

### 4 × 400 m Staffel
| Platz | Land | Athleten                                                         | Zeit (min) |
| ----- | ---- | ---------------------------------------------------------------- | ---------- |
| 1     | NZL  | Angus Lyver Amelie Fairclough Lex Revell-Lewis Madeleine Waddell | 3:26,12    |
| 2     | PNG  | Benjamin Aliel Leonie Beu Daniel Baul Isila Apkup                | 3:28,48    |
| 3     | NZL  | James Hansen Maria Sartin Jonathan Maples Camryn Smart           | 3:34,49    |
| 4     | FIJ  | Waisake Tewa Melania Turaga Gladness Simpson Jonacani Koroi      | 3:37,83    |
| aW    | AUS  | William Tait Caitlin Brennan Caleb Bettison Briana Sherry        | 3:51,26    |
| 5     | VAN  | Obediah Timbaci Rizon Leo Rara Lisbeth Kalopong Chloe David      | 4:00,04    |
| 6     | GUM  | Jan Almoite Erica Palisoc Jeofry Limtiaco Taylor-Ann Santos      | 4:05,15    |

Finale: 7. Juni 2024, 17:53 Uhr (FJT)

## Medaillenspiegel
| Platz | Land            |    |    |    |    |
| ----- | --------------- | -- | -- | -- | -- |
| 1     | Australien      | 31 | 31 | 25 | 87 |
| 2     | Neuseeland      | 10 | 6  | 8  | 24 |
| 3     | Papua-Neuguinea | 2  | 2  | 3  | 7  |
| 4     | Fidschi         | 1  | 2  | 3  | 6  |
| 5     | Tonga           | 1  | 0  | 0  | 1  |
| 6     | Vanuatu         | 0  | 2  | 0  | 2  |
| 7     | Cookinseln      | 0  | 1  | 0  | 1  |
| 8     | Nauru           | 0  | 0  | 1  | 1  |
| 8     | Samoa           | 0  | 0  | 1  | 1  |
| 8     | Salomonen       | 0  | 0  | 1  | 1  |